# Tring Digital
Tring Digital ist das Bezahlfernsehen-Programm des privaten Senders Vizion Plus in Albanien. Die Plattform startete ihre Erstausstrahlung am 16. September 2008 und ist nach Digitalb das zweitgrößte Programm seiner Art im Land.

## Programm
Das Pay-TV bietet insgesamt 24 albanische und internationale Fernsehkanäle und drei Radiostationen auf seiner Plattform an:
| Fernsehsender - Vizion Plus - Tring Super HD (Spielfilme) - Tring Action HD (Actionfilme, Thrillers, Science-Fictions, Horror-Filme, Western) - Tring Comedy (Comedy, Romanzen, Abenteuerfilme, Animationsfilme) - Tring Life (Comedy, Drama, Romanzen, Familienfilme) - Tring Fantasy - Tring World (Allgemeine Dokumentarfilme) - Tring Planet (Dokumentarfilme über die Erde und dessen Einwohner) - Tring Shqip (Albanische Produktionen) - 3Plus (Telenovela) - Tring Sport News (Sportkanal) - Tring Tring (Kindersender) - VH1 - Disney Channel - Fox Life | - Fox Crime - ERA TV (Albanischer Sender aus Nordmazedonien) - Folk + (Musiksender) - RTV 21 - National Geographic Channel - Kohavision (Albanischer Sender) - MTV - Kanali 7 (Albanischer Nachrichtensender) - X-Tring (Erotik-Sender) - E! Radiostationen - Radio +2 - Club FM - AMC Love Radio |